# (16396) 1981 UN22
A (16396) 1981 UN22 a Naprendszer kisbolygóövében található aszteroida. Schelte J. Bus fedezte fel 1981. október 24-én.